# Metoda Markovič: Hojer
Metoda Markovič: Hojer je šestidílná série VOD platformy Voyo zasazená do éry normalizačního Československa a pojednávající o dopadení a usvědčení vraha pěti lidí Ladislava Hojera kriminalistou Jiřím Markovičem.  
Premiéra minisérie proběhla v hlavní soutěži mezinárodního festivalu Serial Killer s jednoznačným oceněním od zahraniční poroty. Metoda Markovič: Hojer se stala vůbec první českou sérií, která v historii tohoto festivalu získala hlavní cenu za nejlepší seriál střední a východní Evropy.

Seriál se natáčel v Praze, Kladně, Berouně, Kralupech nad Vltavou, Chyňavě a Štěchovicích a mnoho scén se také natáčelo v objektu historické továrny Koh-i-noor Waldes. 
V seriálu hrál i slovenský herec Daniel Heriban (JUDr. Štefan Žabimajerský), který zemřel 24. května 2023 ve věku 43 let v důsledku akutní disekce aorty. Stalo se to tak pár dní před koncem natáčení a jednalo se tak o jeho poslední roli.
Dne 8. dubna 2024 TV Nova oznámila, že minisérie bude mít pokračování, které se bude zabývat případem spartakiádního vraha Jiřího Straky (Metoda Markovič: Straka).

## Děj
Děj minisérie se odehrává v Praze na přelomu sedmdesátých a osmdesátých let, kdy Praha nepůsobila na první pohled příliš vlídným dojmem: Šedé davy před poloprázdnými obchody, domy ozdobené oprýskanými plakáty připomínajícími slavná výročí. Její noční ulice zachvacuje zcela nový, děsivý fenomén – mladí sexuální násilníci se sadistickými sklony. Elitní kriminalista Jiří Markovič, se vydává na stopu právě těmto zločincům. 
Minisérie nejen sleduje proces vyšetřování a dopadení Ladislava Hojera, ale především nabízí pohled na specifický vztah mezi Hojerem a Markovičem. V každém díle navíc přináší i pohled do dalších uzavřených případů, které formovaly Markovičovu kariéru elitního vyšetřovatele a ilustrují vývoj jeho metody.

## Obsazení
| Petr Uhlík       | Ladislav Hojer                                                 |
| Jindřich Žampa   | mjr. Jiří Markovič (za mlada)                                  |
| Petr Lněnička    | mjr. Jiří Markovič                                             |
| Sarah Haváčová   | Eva Markovičová, manželka Jiřího                               |
| Terezie Holá     | Monika Markovičová, dcera Jiřího                               |
| Daniel Heriban   | JUDr. Štefan Žabimajerský, advokát                             |
| Michal Isteník   | MUDr. Petr Řemen, sexuolog                                     |
| Václav Neužil    | kpt. Josef Vilímek, policista                                  |
| Adam Mišík       | por. Vlastimil „Mladej“ Červenka, policista                    |
| David Prachař    | plk. Jaroslav Houlík, šéf kriminálky                           |
| Milan Šteindler  | mjr. Karel Maršálek, šéf ústecké kriminálky                    |
| Sára Rychlíková  | Irena Marečková (Červenková), sekretářka a manželka Vlastimila |
| Tereza Dočkalová | Ivana Vilímková, manželka Josefa                               |
| Vojtěch Kotek    | Ing. Jaromír Stahlwerk (Vladimír Tekverk)                      |
| Cyril Dobrý      | Jiří Prchlík (Jan Tvrdík)                                      |
| Alena Doláková   | Marie Prchlíková                                               |
| Lenka Krobotová  | Jiřina Radlická                                                |
| Roman Skamene    | Břetislav Vaněk                                                |
| Filip Březina    | Milan Pavel                                                    |
| Štěpán Dostál    | Jindřich Jonáš (Jaroslav Donát)                                |
| Jan Grundman     | Robert Smrk (Jaroslav Zmek)                                    |
| Filip Štancl     | Miloslav Sokol (Antonín Vorel)                                 |
| Jakub Albrecht   | Vilém Liška (František Zenker)                                 |

## Seznam dílů
| Pořadí | Původní název      | Režie        | Scénář          | Datum premiéry |
| --- | ------------------ | ------------ | --------------- | -------------- |
| 1 | Možnost léčby      | Pavel Soukup | Jaroslav Hruška | 26. ledna 2024 |
| Říjen 1981. Blízko motolského potoka je nalezena mrtvá žena. Pražská mordparta vedená Jiřím Markovičem tuší, že má co do činění se sexuálním deviantem. Že jde o začátek vyšetřování jednoho z nejznámějších československých sériových vrahů, ale netuší nikdo.           |                    |              |                 |                |
| 2 | Ženská oběť        | Pavel Soukup | Jaroslav Hruška | 2. února 2024  |
| Jiří Markovič se poprvé tváří v tvář setkává s Ladislavem Hojerem. Může mít vraždu na svědomí zakřiknutý chlapec, který vypadá, že neumí napočítat do pěti? A jak to, že jsi při své první vraždě počínal tak zkušeně?                                                     |                    |              |                 |                |
| 3 | Poslední facka     | Pavel Soukup | Jaroslav Hruška | 9. února 2024  |
| Ladislav Hojer se stále více sbližuje s vyšetřovatelem Jiřím Markovičem a přiznává další vraždu, tentokrát v Brně. Vyšetřovatelé mu nejprve nevěří, ale na světlo postupně vycházejí hrozné detaily, které všechny šokují.                                                 |                    |              |                 |                |
| 4 | Rodinná záležitost | Pavel Soukup | Jaroslav Hruška | 16. února 2024 |
| Nekonečné vyšetřování začíná mít vliv i na jinak klidný rodinný život majora Markoviče. Aby mu udělal Ladislav Hojer radost, přiznává další vraždu. Tentokrát ve vlaku z Prahy do Děčína. Je třeba provést detailní rekonstrukci.                                          |                    |              |                 |                |
| 5 | Chyba systému      | Pavel Soukup | Jaroslav Hruška | 23. února 2024 |
| Jiří Markovič obdrží od Ladislava Hojera na Vánoce nečekaný dárek. Přiznání k dalším dvěma vraždám. Na Slovensku u přehrady Ružín a na děčínské náplavce. Od šéfa kriminálky dostává Markovič jasný rozkaz - dokončit vyšetřování těchto dvou vražd a celý případ uzavřít. |                    |              |                 |                |
| 6 | Cesta ke světlu    | Pavel Soukup | Jaroslav Hruška | 1. března 2024 |
| Jiří Markovič se nechce smířit s tím, že má celý případ uzavřít, neboť má od Ladislava Hojera další přiznání. Rozkaz od vedení zněl ale jasně. A na Ladislava Hojera čeká dřevěný spacák, který viděl ve snu.                                                              |                    |              |                 |                |